# Prøv at se
|  | Denne artikel er oprettet af botten PalnaBot ud fra en ekstern database. Den kan derfor have sproglige fejl eller mangler. Denne skabelon kan fjernes efter kontrol af indholdet. |

Prøv at se er en film instrueret af Andreas Fischer-Hansen efter manuskript af Helle Helander.

## Handling
En skildring af den 5-årige Lena, der er født blind. Filmen viser hende sammen med forældre og lillebror, i børnehave og under et ophold på Refsnæsskolen sammen med andre blinde og svagtseende.